# Сильвер, Вивиан
Вивиан Сильвер (ивр. ויויאן סילבר‎; 2 февраля 1949, Виннипег, Манитоба, Канада — 7 октября 2023, Беэри, Израиль) — канадско-израильская борец за мир и борец за права женщин, основательница организации «Женщины за мир».
Она числилась пропавшей без вести с 7 октября 2023 года после резни ХАМАСа в её кибуце Беэри до того как спустя 38 дней её останки были опознаны по тесту ДНК.

## Биография

### Ранняя жизнь и образование
Вивиан Сильвер родилась и выросла в Виннипеге, Манитоба, Канада .
Впервые Вивиан Сильвер посетила Израиль в 1968 году, во время учёбы на первом курсе колледжа. В то время она взяла курсы в Еврейском университете в Иерусалиме, где изучала психологию и английскую литературу. Вивиан Сильвер также активно участвовала в работе Североамериканской сети еврейских студентов, где она была администратором еврейской студенческой пресс-службы. В этом качестве Вивиан Сильвер начала публиковать статьи об израильско-палестинских отношениях. На последнем курсе колледжа Вивиан Сильвер стала соучредителем Студенческого сионистского альянса в своем кампусе, а затем в том же году была приглашена на национальную конференцию Студенческого сионистского альянса в Монреале.
В 1973 году Вивиан Сильвер и Шифра Бронзник организовали первую Национальную конференцию еврейских женщин.

### Активизм
Вивиан Сильвер совершила алию в 1974 году и стала членом кибуца Гезер в составе Хабоним Дрор. В Гезере она стала секретарем кибуца, одна из немногих женщин на таком посту. Ранняя деятельность Вивиан Сильвер была сосредоточена на правах женщин и гендерном неравенстве в израильском обществе. С этой целью в 1981 году она основала Департамент Объединённого кибуцного движения по продвижению гендерного равенства. Она также работала в Кнессете в подкомитете по улучшению положения женщин в сфере труда и экономики, в Новом Израильском фонде и в Руководящем комитете Шатиля.
В 1990 году она переехала в Беэри, кибуц недалеко от границы с сектором Газа, вместе со своим мужем и двумя сыновьями. За это время она лучше познакомилась с местной общиной бедуинов и жителями Газы. С 1998 года она работала исполнительным директором Негевского института стратегий мира и развития. Вивиан Сильвер работал в кибуце, организуя программы помощи жителям Газы, такие как профессиональное обучение, и следила за тем, чтобы строителям в кибуце Газа платили справедливую оплату.
В 1999 году Вивиан Сильвер и Амаль Эльсана Альджудж стали соучредителями Арабо-еврейского центра равенства, расширения прав и возможностей и сотрудничества. Вивиан Сильвер была директором центра до второй интифады. Центр организовал проекты в Израиле, секторе Газа и на Западном Берегу. В 2010 году Вивиан Сильвер и Амаль Альджудж получили Премию Виктора Дж. Голдберга за мир на Ближнем Востоке, ежегодную премию, вручаемую Институтом международного образования парам арабских и израильских активистов, борющихся за мир.
До закрытия границы с Сектором Газы в 2007 году Вивиан Сильвер работала с жителями Газы в межкультурных проектах. Одна из основанных ею групп «Создание мира» занималась развитием деловых связей между палестинскими и израильскими ремесленниками.
Вивиан Сильвер — бывший член правления иерусалимской правозащитной организации «Бецелем».
Вивиан Сильвер официально ушла в отставку в 2014 году. После выхода на пенсию и операции «Нерушимая скала» в 2014 году Вивиан Сильвер стала соучредителем межконфессиональной массовой организации Women Wage Peace. Вивиан Сильвер также начала работать волонтёром в организациях «Дорога к выздоровлению» и «Проект Розана», перевозя пациентов из Газы, которые ездили в Иерусалим на лечение.
4 октября 2023 года Вивиан Сильвер помогла организовать мирный митинг в Иерусалиме, в котором приняли участие 1500 израильских и палестинских женщин.
Министерство иностранных дел Израиля отметило, что она «в течение многих лет возила жителей Газы, нуждающихся в медицинской помощи, в израильские больницы».

### Похищение
7 октября 2023 года Ирвин Котлер сообщил в Твиттере, что Вивиан Сильвер была похищена из её дома в Беэри в первый день вторжения ХАМАСа в Израиль. Сестра Вивиан Сильвер рассказала, что, когда она разговаривала с сестрой по телефону 7 октября, Вивиан сообщила, что слышала террористов ХАМАСа возле своего дома. Вивиан Сильвер также отправила друзьям в WhatsApp аналогичное сообщение. Когда прибыли израильские спасатели, её дом был сожжен и выпотрошен.
По состоянию на 13 октября похищение Вивиан Сильвер не было подтверждено, но, по словам её семьи и коллег, её местонахождение остается неизвестным; о ней ничего не было слышно с 7 октября. Её семья и друзья создали страницу в Facebook «Пропавшая Вивиан Сильвер», чтобы попытаться собрать больше информации о её возможном местонахождении. Они также обратились к Красному Кресту и правительству Канады с просьбой помочь найти Сильвер и добиться её освобождения.
13 ноября 2023 года было объявлено об опознании по тесту ДНК её останков, найденных ранее на территории кибуца.

## Признание
В 2011 году газета «Гаарец» назвала Сильвер одним из «10 самых влиятельных англоязычных иммигрантов» в Израиле.

## Личная жизнь
Сильвер — еврейка. У неё двое сыновей и четверо внуков.

## Память
Дань памяти Вивиан Сильвер как активистке за мир выразила посол Канады в Израиле Лиза Стадельбауэр, отметив: «Мы с разбитым сердцем узнали о её подтвержденной смерти от рук террористов Хамаса. … Она оставляет после себя мощное наследие в области построения мира». Министр иностранных дел Канады Мелани Джоли описала Вивиан Сильвер как гордую женщину, которая всю жизнь выступала за мир.
Адвокат по правам человека и бывший министр юстиции Канады Ирвин Котлер отметил: «Жестокая ирония её убийства заключается в том, что она всю жизнь была борцом за мир с палестинцами и незадолго до 7 октября возглавила совместный марш израильско-палестинских женщин за мир. Вивиан была другом для меня и многих других. Пусть память о ней станет благословением для всех нас». Дань памяти выразили так же и бывший министр иностранных дел Израиля и заместитель премьер-министра Ципи Ливни.